# Iwashimizu Hachiman-gū

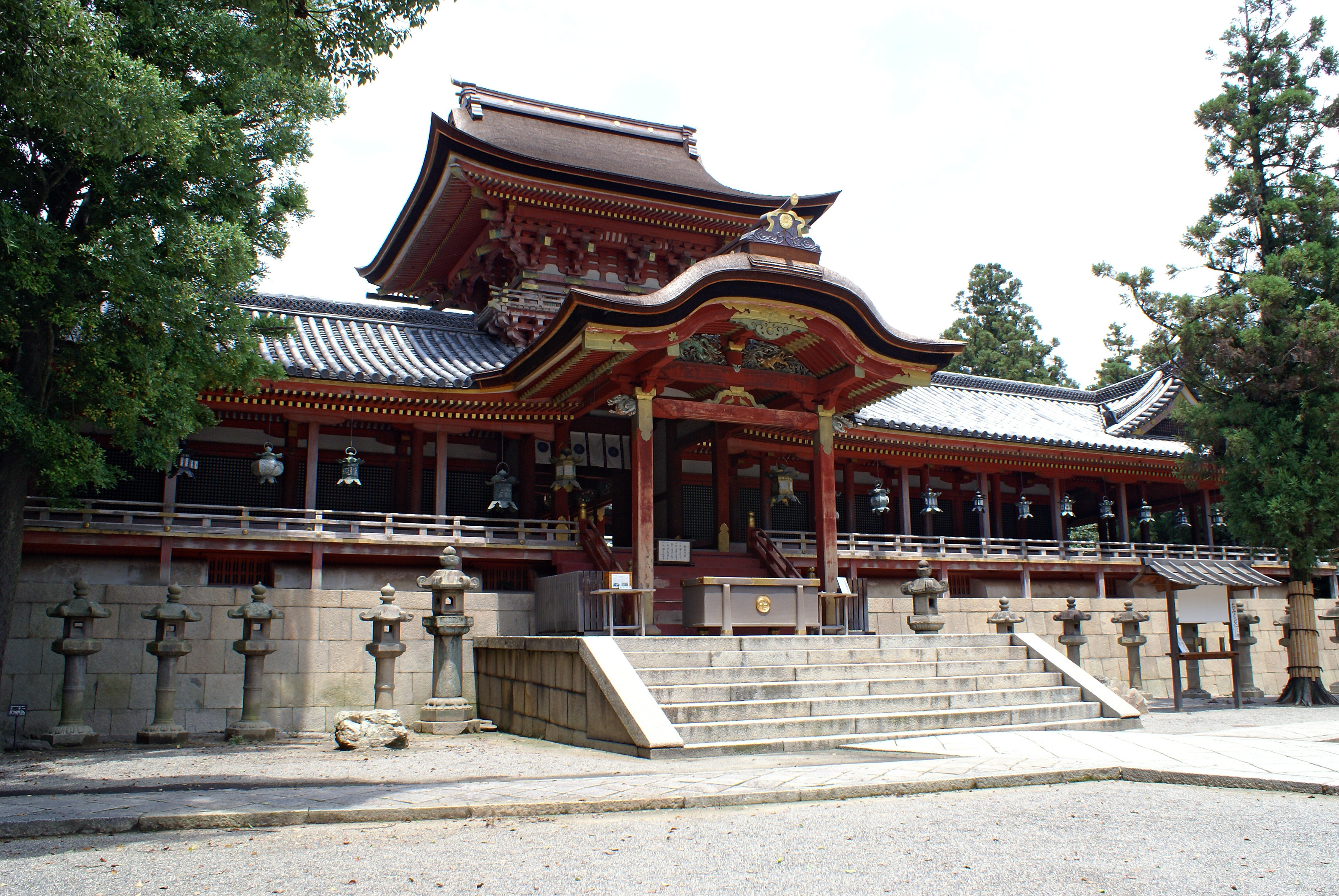
Iwashimizu Hachiman-gū

Iwashimizu Hachiman-gū (石清水八幡宮?) es un santuario sintoísta en la ciudad de Yawata en la prefectura de Kioto, Japón.

## Historia
Las conexiones del santuario en el período Heian con Kioto y la familia imperial datan desde su fundación en 859 (Jōgan 1) cuando se inició la construcción de las primeras estructuras. La tradición sintoísta explica que el Emperador Seiwa ordenó la construcción del santuario en obediencia a un oráculo en la que el kami Hachiman expresó el deseo de estar cerca de Kioto para observar a la ciudad y la Familia imperial de Japón. Esta visión fue reportada por el monje budista Gyōkyō, quien eligió la localidad de Otokoyama donde el santuario se ubica actualmente. Como los otros santuarios Hachiman, hasta 1868 Iwashimizu fue un complejo santuario-templo (jingū-ji) llamado Iwashimizu Hachimangū-ji (石清水八幡宮寺?) dedicado tanto al budismo como a la adoración de los kami.
El santuario se convirtió en lugar de patronaje imperial a comienzos de la era Heian. En 965, el Emperador Murakami ordenó que los mensajeros imperiales fueron enviados a reportar eventos impoertantes a los kami guardianes de Japón. Estos reportes fueron presentados inicialmente a 16 santuarios incluyendo el Santuario Ōharano.
La importancia e influencia del santuario creció en los siglos posteriores, y sus propiedades condujeron a conflictos modestos con Minamoto no Yoritomo durante el shogunato Kamakura. El santuario logró mantener la excepción de pagar los costos de las fuerzas militares samurái.
Desde 1871 hasta 1946, el santuario fue designado oficialmente uno de los Kanpei-taisha (官幣大社?), que lo ubicó en el primer rango de santuarios patrocinados por el gobierno. Otros santuarios Hachiman honrados con el título fueron el Santuario Usa de Usa en la prefectura de Ōita y Hakozaki-gū de Fukuoka en la prefectura de Fukuoka.

## Creencias
El santuario está dedicado a la veneración de Hachiman, el kami sintoísta o espíritu guardián de los emperadores de Japón. Desde su fundación en 859, Hachiman ha sido reconocido como el Emperador Ōjin.

## Galería

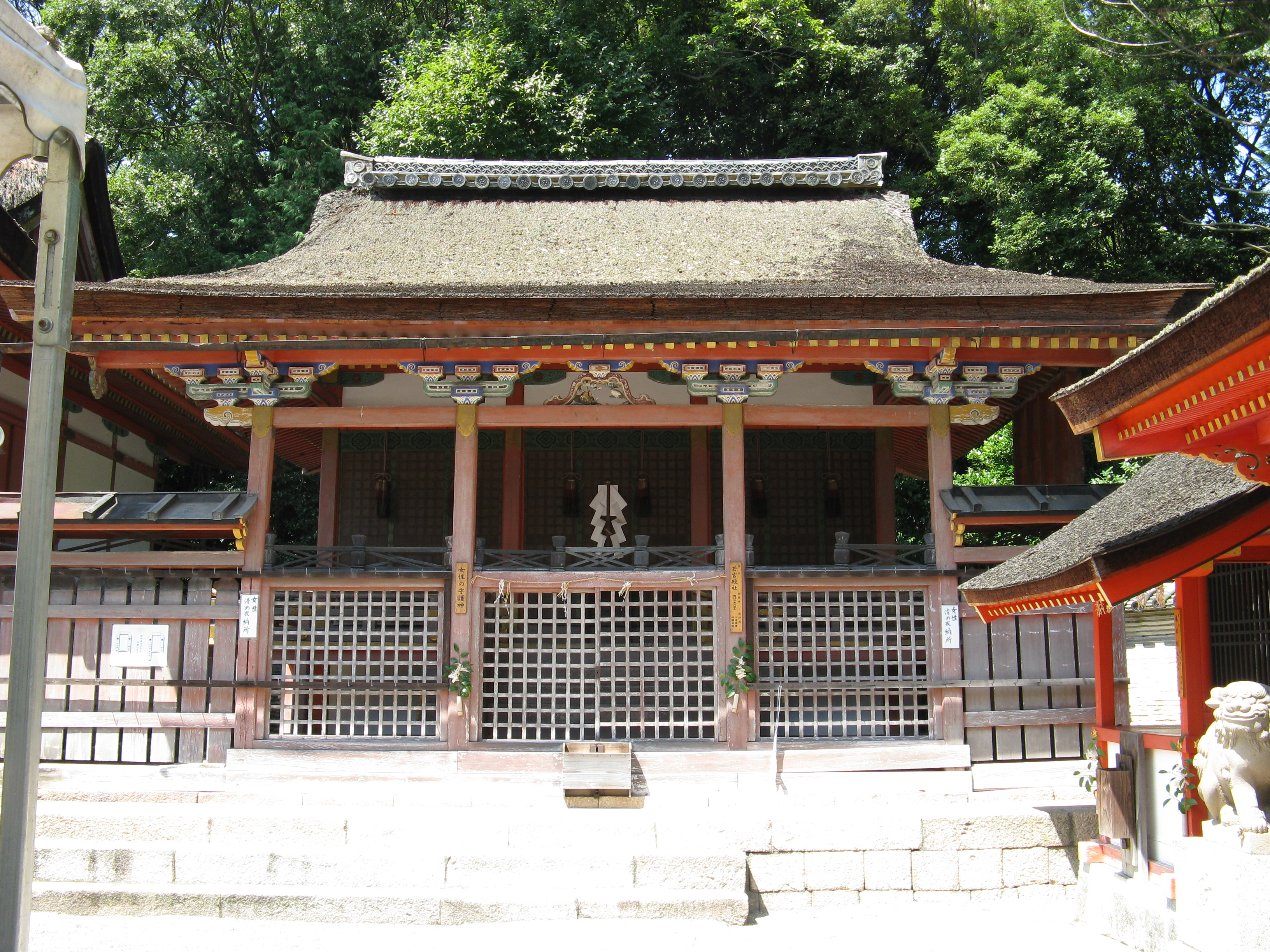
Palacio de la Juventud (importante activo cultural).
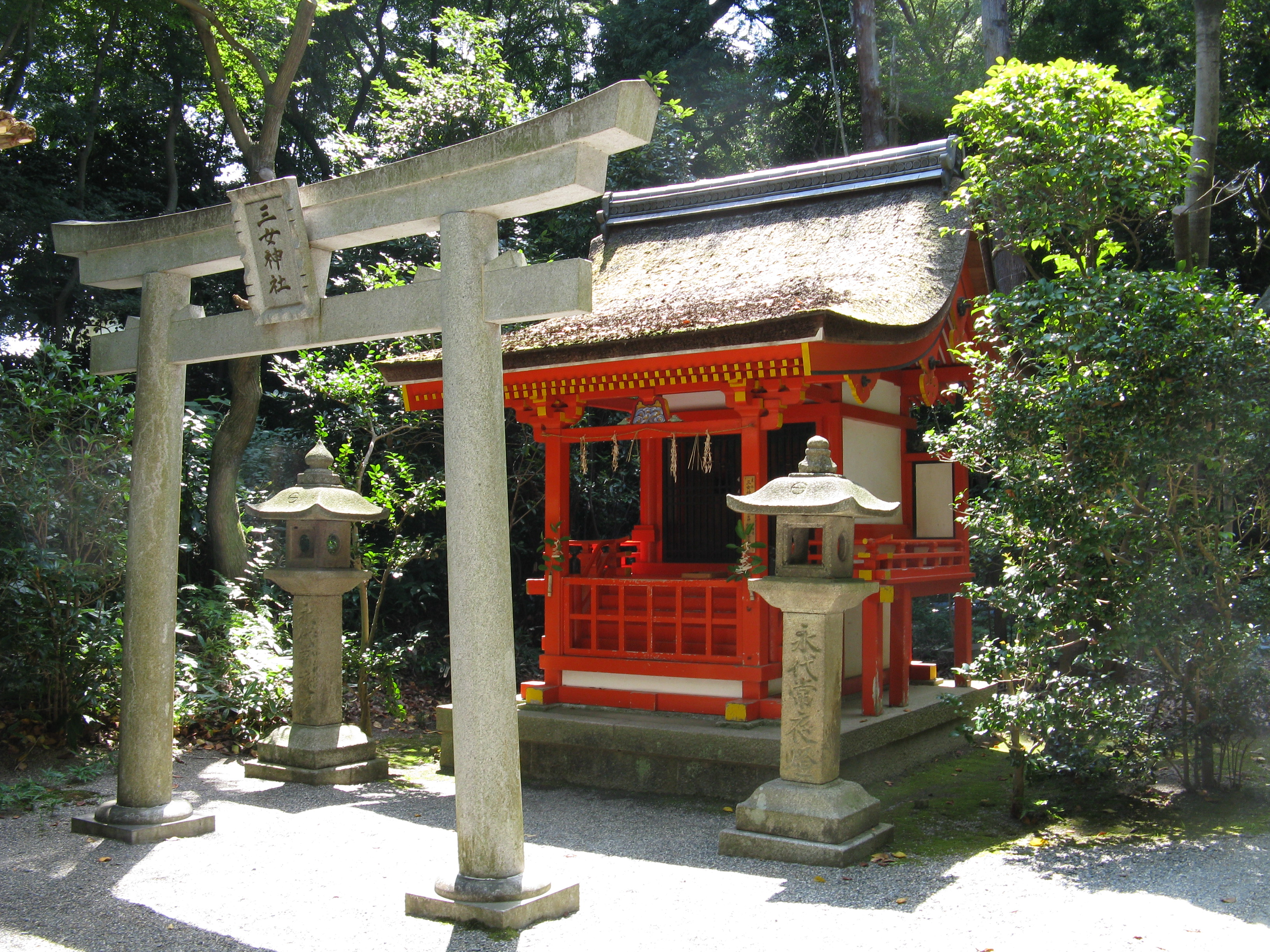
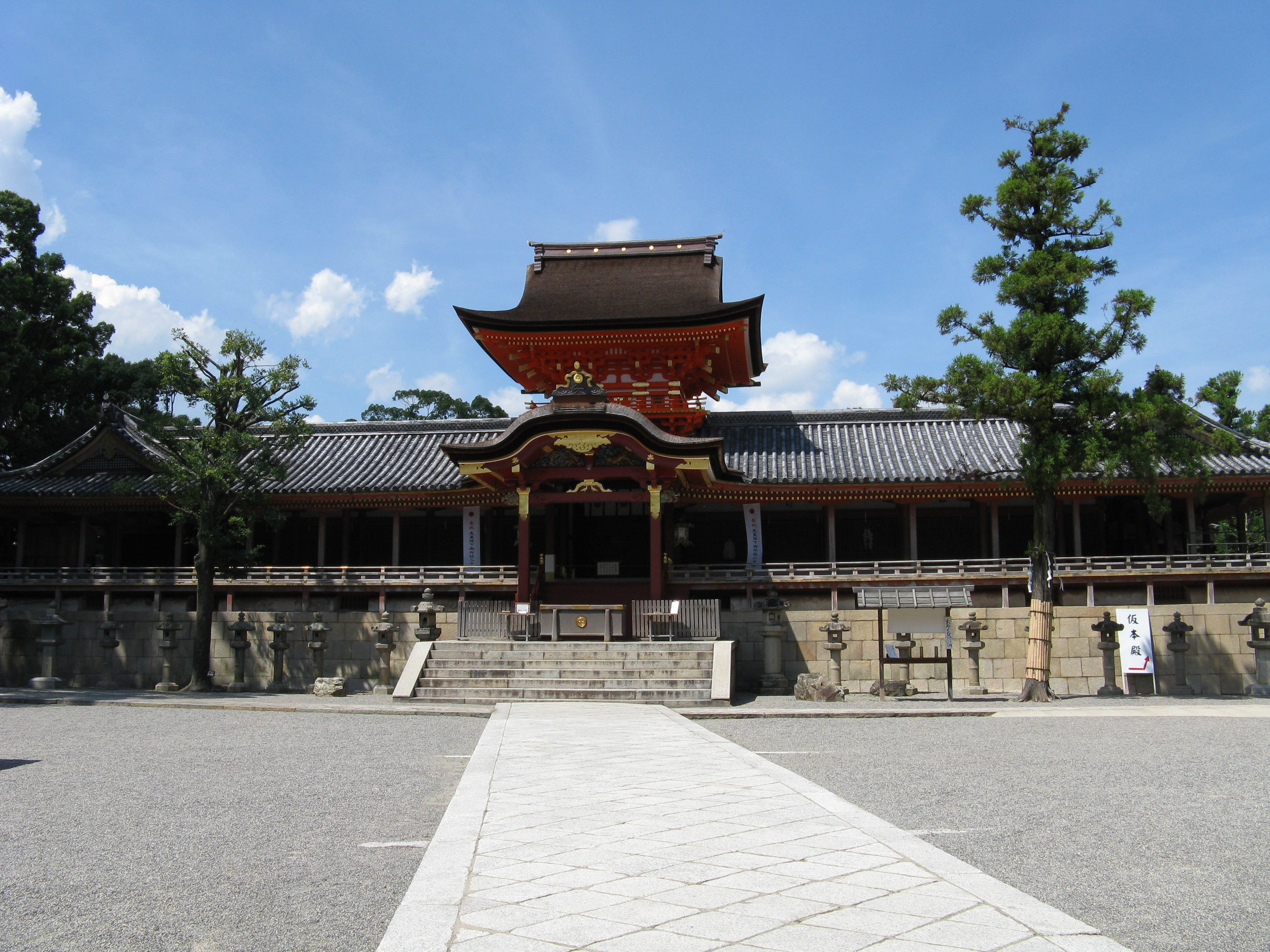
Puerta en una planta.
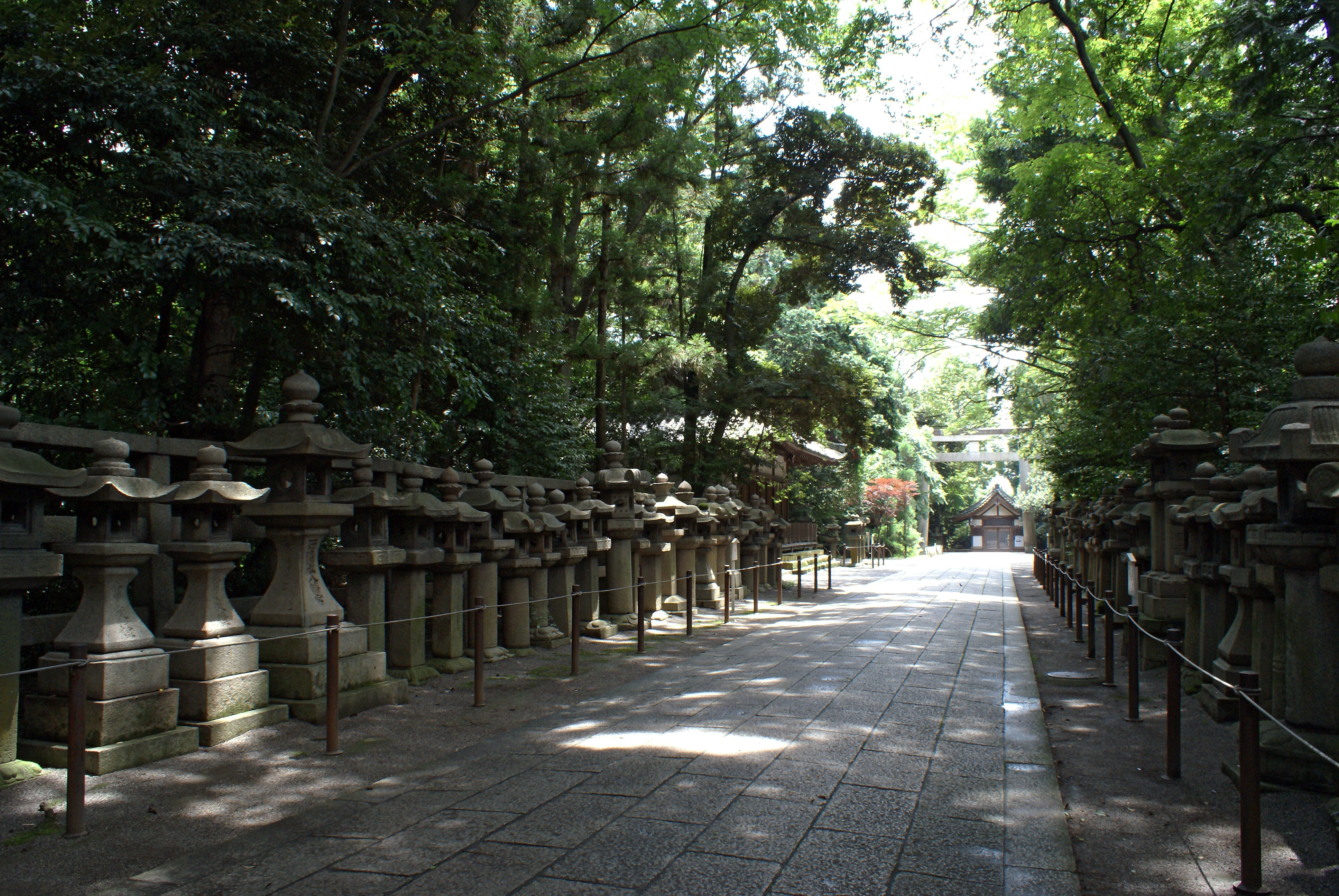
Callejón de linternas de piedra tōrō.
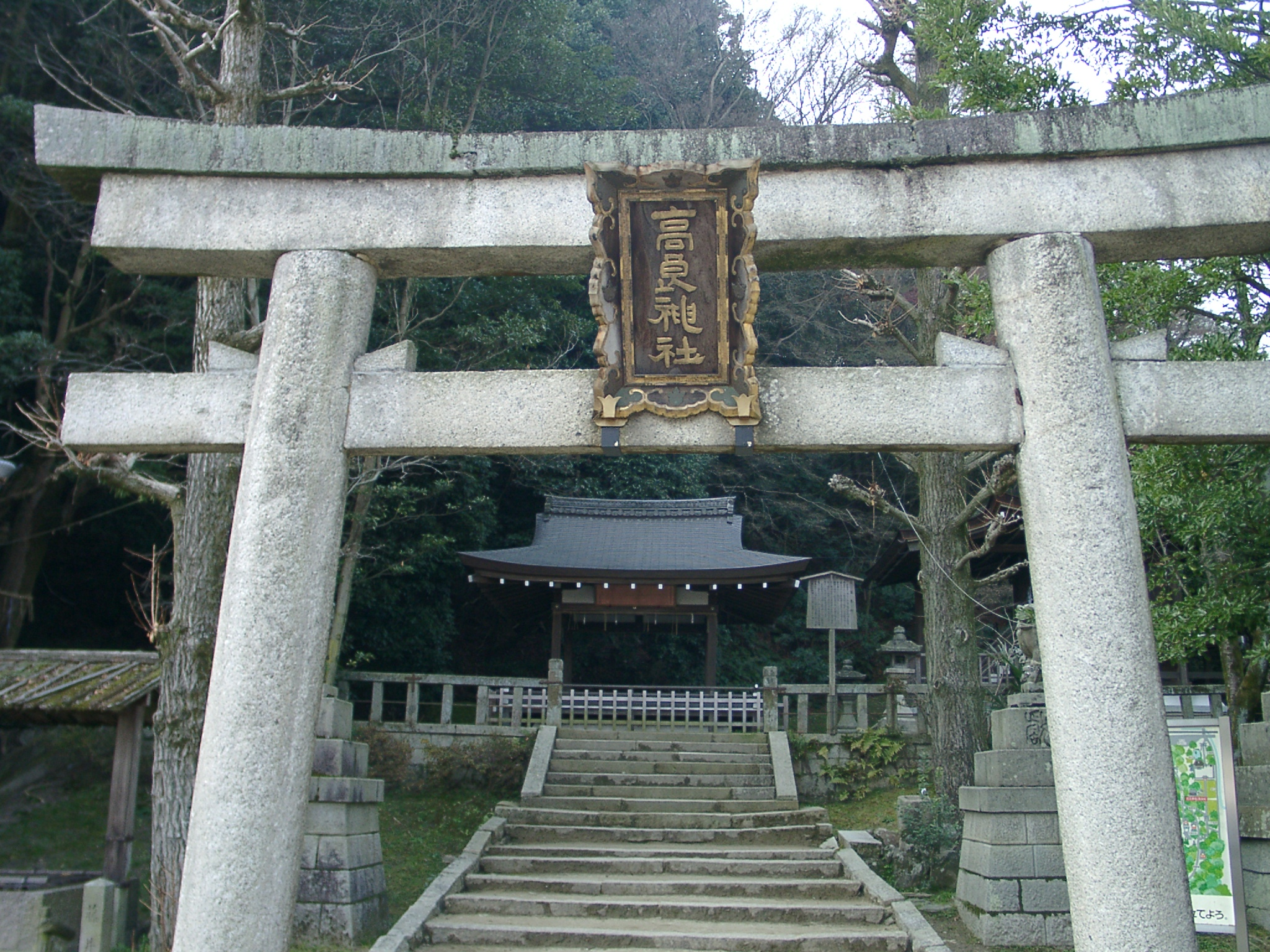
Torii